# Jordbær (frugt)
 For alternative betydninger, se Jordbær. (Se også artikler, som begynder med Jordbær)
Jordbær er en flerfolds-samfrugt med et højt indhold af C-vitamin, der anvendes til desserter, i kager, grød og syltetøj og, måske mest ofte, friskplukket med kold fløde og sukker. 
Botanisk set er der tale om en såkaldt falsk frugt, hvor det, man normalt opfatter som frugten, teknisk set er en opsvulmet frugtbund, hvorpå de små brunlige frø ("kernerne") sidder. Disse frø er i botanisk forstand skalfrugter (akener) og er dermed en type nødder.

## Sorter

### Danske sorter
Dania er dansk og opstod som en krydsning af Frigg og Dulcita i 1972. Bærrene er store og har en dybrød farve. Kødet er gennemfarvet rødt, konsistensen fast og smagen mild. De små frø på den opsvulmede røde blomsterbund, som vi kender som bærret, er faktisk små skalfrugter.
Sorter som bliver dyrket i Danmark:
- Polka
- Sonata
- Korona
- Florence
- Honeoye
- El-santa
- Salsa
- Upiganda

### Andre europæiske sorter
Elsanta er fra Holland, og opstod som krydsning af Holiday og Gorella i 1981. Bærrene er lyse og store med en mild syrlig smag.
Korona er hollandsk og opstod i 1978 da man krydsede Tunella og Induka. Bærrene er store mørkerøde og skinnende. Kødet er ligeledes mørkerødt, men bliver lysere mod bærrets midte. Bærret er blødt og saftigt, og smagen er god.
Polka er ligeledes hollandsk og stammer fra 1987 ved krydsning af Induka og Siveta. Bærret er middelstort, mørkerødt med god smag. Bærret er godt til frysning.

### Nordamerikanske sorter
Honeyoye fra 1979 er en amerikansk krydsning af Holiday og Vibrant. Bærrene er store mørkerøde og skinnende. De har en god smag med et lavt syreindhold.

### Asiatiske / Australske sorter
Zephyr modner meget tidligt. Smagen er frisk og en smule syrlig.